# Miamis
Pour les articles homonymes, voir Miami (homonymie).
Les Miamis (en langue miami-illinois : Myaamiaki), sont un peuple amérindien du Sud des Grands Lacs, du sud du lac Érié et du lac Michigan, dans les États américains actuels du Michigan, de l'Indiana et de l'Ohio et qui vivent aujourd'hui majoritairement dans l'Oklahoma.

## Histoire
Les Miamis parlaient le miami-illinois, une langue de la famille algonquienne. Ils partageaient la culture de la Civilisation du Mississippi. 
Au cours du XVIIe siècle, ils entrèrent en contact avec les explorateurs, trappeurs et coureur des bois français et canadiens français qui arpentèrent leur territoire ainsi que celui du Pays des Illinois situé à l'ouest de leur territoire.
Dès 1689, ils participèrent aux côtés des Français aux guerres franco-iroquoises.
En 1696, Louis de Buade de Frontenac nomma Jean-Baptiste Bissot de Vincennes commandant des forts dans le Nord-Est de l'Indiana et le Sud-Ouest du Michigan. Il devint l'allié du peuple des Miamis, en établissant un fort sur la rivière Saint-Joseph proche du lac Michigan, et en 1704, l'établissement d'un poste de traite et un fort à Kekionga, qui deviendra par la suite Fort Miamis, aujourd'hui Fort Wayne.
En 1718, Le gouverneur de la Nouvelle-France, Philippe de Rigaud de Vaudreuil envoya Jacques-Charles Renaud Dubuisson en mission diplomatique auprès des Amérindiens Miamis qui avaient fui leur territoire en raison de l'hostilité des Mesquakies. Les Miamis s'étaient déplacés vers l'Est et se rapprochaient de la colonie de la Nouvelle-Angleterre. Jacques-Charles Renaud Dubuisson réussit à les convaincre de revenir dans leur ancien territoire, les Renards ne posant plus véritablement de problèmes à la suite de leurs défaites face aux troupes royales françaises. Il rejoint le fort Miamis qui avait été sous le commandement de Jean-Baptiste Bissot de Vincennes.
Dans le courant du XVIIIe siècle, à la suite des conflits avec les Iroquois, alliés traditionnels des Britanniques, les Miamis se sont pour la plupart repliés dans leur patrie, aujourd'hui l'Indiana et l'Ohio. La victoire finale des Britanniques dans la guerre de Sept Ans amena une présence accrue de colons anglais dans des régions appartenant traditionnellement aux Miamis.